# Bertrand-François Mahé de La Bourdonnais
Bertrand-François Mahé, grof de La Bourdonnais, francoski admiral, guverner Maskarenov, * 11. februar 1699, Saint-Malo, Francija, † 10. november 1753, Pariz, Francija.